# Lipoptena efovea
Lipoptena efovea är en tvåvingeart som beskrevs av Speiser 1905. Lipoptena efovea ingår i släktet Lipoptena och familjen lusflugor.
Artens utbredningsområde är Sri Lanka. Inga underarter finns listade i Catalogue of Life.